# Hur jag vann kriget
Hur jag vann kriget är en brittisk film från 1967 baserad på Patrick Ryans roman How I Won the War: A Comedy of Military Misadventure.

## Handling
En brittisk kommendör leder sina trupper i en serie missöden i Europa och norra Afrika under andra världskriget.

## Om filmen
Filmen är inspelad i Almería i Spanien. Den hade premiär i Storbritannien den 18 oktober 1967 och svensk premiär den 30 oktober samma år, åldersgränsen är 15 år.
John Lennon skrev Strawberry Fields Forever under filminspelningen.

## Rollista (urval)
- Michael Crawford - Goodbody
- John Lennon - Gripweed
- Michael Hordern - Grapple
- Robert Hardy - brittisk general
- Peter Graves - stabsofficer
- John Junkin - stort barn